# Dietrich I. von Hengebach
Dietrich von Hengebach (* um 1150; † um 1224) war als Dietrich I. von 1208 bis 1212 bzw. 1215 Erzbischof des Erzbistums Köln.

## Leben
Seine Herkunft und Abstammung sind nicht geklärt. Sein Beiname deutet auf die Burg Hengebach in der Eifel.
Im Jahr 1166 war er als Propst von St. Aposteln in Köln belegt. 1199 unterlag er als Gegenkandidat Engelbert von Berg bei der Wahl zum Kölner Dompropst. Da Dietrich sich aber nicht geschlagen geben wollte, folgte ein Rechtsstreit bis 1204.
Nach dem Tod Erzbischof Brunos IV. kam es erst einmal zu keiner Bischofswahl, da man sich im Priorenkolleg nicht über die Rechte des gewesenen Erzbischofs Adolf von Altena einig war. Erst das energische Drängen König Ottos IV. führte dann am 22. Dezember 1208 zu einer Wahlversammlung, die dann einmütig auf Dietrich von Hengebach fiel. Seine Priester- und Bischofsweihe erhielt er am 24. Mai 1209.
Da Dietrich nicht die Flexibilität besaß, welche die Politik dieser Zeit erforderte, geriet er in das Fahrwasser Ottos IV. Da Otto IV. nach seiner Kaiserkrönung in eine staufische Italienpolitik einlenkte und im November 1210 mit dem Kirchenbann belegt wurde, traf dieser Bann auch den Erzbischof, da dieser zu seinen Anhängern gehörte. Schnell verlor der Kaiser nun an politischem Boden. Um seine Machtbasis zu erhalten bedürfte der Kaiser mehr und mehr Geld, welches ihm nur seine Getreuen verschaffen konnten. So besteuerte der Erzbischof seine Untergebenen immer stärker und zudem auch die geistlichen Institutionen, welche eigentlich Steuerfrei waren. Dies kostete ihn nicht nur seinen Ruf, sondern brachte auch zunehmenden Unmut.
Als Dietrich sich dann auch noch weigerte die päpstliche Exkommunikation des Kaisers zu verkünden und diese beharrlich ignorierte, traf ihn im März 1212 dieselbe Strafe. Obwohl ihm damit alle priesterlichen und bischöflichen Funktionen untersagt waren, zelebrierte der Erzbischof auch weiterhin die Messe und weihte am Gründonnerstag die heiligen Öle, woraufhin ihn der päpstliche Legat und Erzbischof von Mainz 1212 absetzte und Adolf von Altena die Leitung der Diözese übertrug.
Adolf von Altena sah sich wieder im Aufwind. Dietrich von Hengebach strengte daraufhin einen kostspieligen Prozess in Rom an, welcher ihn wieder in das Amt des Erzbischofs bringen sollte und begab sich hierzu persönlich nach Rom, wo er bis zum Ende des Prozesses, im Jahre 1215, blieb. Doch das Urteil bestätigte Dietrichs Absetzung und forderte gleichzeitig das Kölner Domkapitel auf zur Neuwahl eines Erzbischofs zu schreiten. An den Kosten des Prozesses hatte das Erzbistum Köln noch bis 1238 zu zahlen.
Nach seiner Absetzung lebte er wieder in der Propstei St. Aposteln. Er ist nach 1223 verstorben.